# Burrel
Burrel kisváros Albánia északi részén, Tiranától légvonalban 35 kilométerre északkeleti irányban. Dibra megyén belül Mat község, valamint Burrel alközség központja, egyúttal ez utóbbi közigazgatási egység egyetlen települése is. A 2011-es népszámlálás alapján az alközség, vagyis Burrel népessége 10 862 fő. A 20. század közepén a korábban kevéssé jelentős hely az ország egyik leghírhedtebb börtönének, munkatáborának is otthont adó bányász- és iparváros lett.

## Fekvése
Burrel a kelet felől a Lura- (Maja e Lurës, 2121 m) és a Dejai-hegység (Maja e Dejës, 2245 m), nyugatról pedig a Szkander bég (Maja e Skënderbeut, 1540 m) és a Sukai-hegység (Maja e Sukës, 1708 m) által határolt Burreli-medencében, 315 méteres átlagos tengerszint feletti magasságban fekszik. A várostól 1 kilométerre keletre folyik a Mat, Albánia hetedik leghosszabb folyója.
Noha Kruja városa légvonalban csupán 20 kilométerre, az albán főváros, Tirana pedig 35 kilométerre fekszik Burreltől, a város közúti szempontból csak keleti (Bulqiza, Peshkopia) és észak (Ulza, Laç) felé nyitott, így közúton Kruja 80, Tirana pedig 95 kilométernyi autózással érhető el. Burrelt Krujával ugyan összekötné a Shtama-hágóra tartó SH37-es főút, ez azonban még 2017-ben is csak terepjáróval volt járható.

## Történelme
Burrel vidékén a vaskorban a glasinaci kultúra illírjeivel rokonítható törzs élt, akiknek több temetőjét, összesen mintegy nyolcvan sírját tárták fel a környéken. A legjelentősebb, az i. e. 8–7. századra datálható bronzkori halomsíregyüttes egy 1981-es régészeti ásatás során került elő, amelynek sírmellékletei között agyagedények, vaseszközök, bronzfegyverek és -díszek, valamint borostyán és üveg ékszerek egyaránt voltak.
Az oszmán fennhatóság évszázadaiban, a 15. századtól az Adriai-tenger partvidékét, Durrëst a mai Koszovó és Macedónia régióival összekötő karavánutak egyik állomáshelye volt. Ugyancsak a 15. századtól a közeli Burgajet volt a Mat vidékének törzsi központja, az 1928 és 1939 között uralkodó I. Zogu ősi családi fészke. Lakóinak hagyományos iparága évszázadokon át a lőporgyártás volt, egészen 1939-ig, amikor az Albániát megszálló fasiszta Olaszország hatóságai bezáratták a település puskapormalmait. Ugyancsak az 1930-as években nyitotta meg kapuit egy csendőriskola Burrelban, valamint ekkor létesítették a később hírhedtté vált börtönt.
A második világháború éveiben a burreliak is részt vettek az olasz, majd 1943 után a német megszállók elleni gerilla-hadviselésben. 1940. augusztus 3-án helyi ellenállók ütöttek rajta egy olasz zászlóaljon, amelynek során száz olasz katona lelte halálát. 1942. szeptember 23-án a Kruja és Burrel közötti úton a feketeingesek egy motorizált konvoját támadták meg a helyi gerillák; az olaszok vesztesége tizennyolc halott és ötvenkét sebesült volt. 1943-ban a felkelők kétszáz foglyot szabadítottak ki a burreli börtönből, ugyanazon év júniusában pedig tizennyolc olasz katona esett el a helyi gerillák újabb rajtaütése során.
1944 nyarától Burrel környéke egyre inkább az ország felszabadításáért küzdő jobboldali és kommunista csoportok irreguláris alakulatai közötti fegyveres harcok terepévé vált. 1944. július 7-én Abaz Kupi vezetésével az I. Zoguhoz hű Törvényesség csapatai foglalták el Burrelt, és innen irányították a Nemzeti Felszabadítási Mozgalom partizánbrigádjai ellen irányuló Mat vidéki csapatmozgásaikat. A kommunista partizánok végül 1944. augusztus 10-én verték ki Kupi és a helyi zogista törzsfő, Billal Kola csapatait a városkából.
A kommunizmus évtizedeiben elsősorban börtönéről volt hírhedt a Mat kerület székhelyévé előlépett város, majd a hatodik ötéves terv időszakában, 1979-ben a környéken bányászott krómvaskövet feldolgozó, ferrokrómot előállító üzemet létesítettek Burrelban. 1987 őszén avatták fel a Milotot Rrëshen, Burrel és Klos nehézipari létesítményeivel összekötő ipari vasútvonalat. Az 1991-es rendszerváltás során a bányatermelést felszámolták, ami nehéz gazdasági helyzetbe sodorta a várost. Az első szabad választások előtt, 1991 januárjában a Burrelban kampányrendezvényt tartó Albán Demokrata Párt tízezer szimpatizánsa csapott össze a kommunista rendszer támogatóival; a véres összecsapásnak a rendőrség vetett véget. A koszovói háború idején a város melletti menekülttábor 2000 embernek adott menedéket.[forrás?]

### A burreli börtön és munkatábor
I. Zogu uralkodása alatt, az 1930-as években nyitották meg a burreli börtönt, amely a kommunista Hoxha-korszakban az ország egyik leghírhedtebb munkatáboraként működött. Az 1980-as években mintegy 250-300 foglyot őriztek itt, akik között voltak köztörvényes bűnözők is, de nagyobb részük „rendszerellenes tevékenység” (a rezsim vagy a szegényes élelmiszer-ellátás kritizálása, dekadens versek írása, nyugati rádióadó hallgatása stb.) miatt kiszabott büntetését töltötte, emellett külön szárnyban őrizték a kegyvesztett kommunista funkcionáriusokat. A börtön falai között halt meg 1949-ben Koço Kota, 1928 és 1930, majd 1936 és 1939 között Albánia miniszterelnöke. Mások mellett Burrelban raboskodott Xhevat Korça volt oktatásügyi miniszter (1945–1959†, a nép ellensége), Musine Kokalari írónő (1946–1961, többpárti választások követelése), Gjergj Kokoshi (1946–1950†, terrortevékenység) politikus, Et’hem Haxhiademi drámaíró (1946–1965†), Salih Vuçitërni politikus, muszlim vallási vezető (1947–1949†), Jusuf Vrioni műfordító (1950–1958, kémtevékenység és rendszeres teniszezés),  Pjetër Arbnori író és politikus (1961–1989, szociáldemokrata tendenciák), Todi Lubonja, az Albán Rádió és Televízió vezérigazgatója (1974–1987, nyugati popzene sugárzása), Simon Jubani katolikus pap (1963–1989)[forrás?], Fatos Lubonja író és újságíró (1979–1991, ellenforradalmi szervezkedés), Bashkim Shehu író (1982–1991, apja, Mehmet Shehu miniszterelnök rendszerellenes bűneiért).
Javier Pérez de Cuéllar ENSZ-főtitkár 1990 májusi albániai vizitje során többek között ellátogatott a burreli börtönbe is, de a kommunista Alia-adminisztráció erre az időre ideiglenes elszállította onnan a fogva tartottak nagy részét. Az első szabad választások előtt két héttel, 1991. március 17-én a kormányzat amnesztiát hirdetett az akkor még Burrelban őrzött negyvenkét politikai fogolynak, és 1992-ben börtönmúzeumot alakítottak ki az intézetben. 1997-ben a Berisha-kormány ismét fogházzá alakíttatta.[forrás?]

## Nevezetességei
A főtér a város északkeleti peremén fekszik (Sheshi Ahmet Zogu), a városháza mellett itt kapott helyet az egykori uralkodó, I. Zogu egész alakos szobra. A tér mögött elterülő Géraldine parkban áll a város mecsete és művelődési háza. A város központi részének további köztéri alkotásai a 15. századi albán fejedelem, Szkander bég, valamint Shahin Toçi (1914–1939) második világháborús ellenálló és Qamil Xhika (1941–2000) agrármérnök mellszobrai. 1972-ben nyitotta meg kapuit a Mati Történeti Múzeum (Muzeu Historik Mat), amelynek előcsarnokában megmaradtak a monumentális szocialista realista falfestmények, részben Fatmir Haxhiu munkái (a múzeum 2017-ben zárva tartott). A városban áll még egy halveti derviskolostor, valamint a róla elnevezett gimnázium udvarán a közelben született papköltő, Pjetër Budi mellszobra.
A várostól nyugatra, Kruja irányában terül el az 1966 óta védelem alatt álló Shtama-hágói Nemzeti Park, amely az 1970-es évek végétől felkapott klimatikus gyógyhely volt tüdőszanatóriummal és gyógyszállókkal.